# Trollhand
Trollhand (Hypocreopsis lichenoides) är en svamp som tillhör gruppen sporsäcksvampar. Svampen är en saprofyt och växer på döda grenar och stammar av lövträd som hassel och vide. Dess stroma, vegetativa vävnad, är lavliknande och kännetecknas av att det växer fingerlikt utbrett. I början är svampen gulbrun men sedan övergår färgen på stromat till purpurbrun eller rödbrun. På stromat finns prickar, vilka är mynningarna till svampens perithecier. Svampens sporer är spolformade, släta och har en storlek på 20–30 x 6–9 µm. Sporerna är hyalina (genomskinliga). Trollhand är sällsynt i Sverige, och även i Finland.